# Trypeta flavifasciata
Trypeta flavifasciata är en tvåvingeart som beskrevs av Han och Allen L.Norrbom 2005. Trypeta flavifasciata ingår i släktet Trypeta och familjen borrflugor. Inga underarter finns listade i Catalogue of Life.